# 442oons
 442oons là kênh hoạt hình hài trên YouTube được thiết lập vào năm 2013. Kênh tập trung vào việc gây tiếng cười qua những video hoạt hình về bóng đá, chẳng hạn như các trận đấu Premier League, La Liga, Bundesliga và Champions League. Hiện anh làm việc với OneFootball, Bundesliga để thực hiện các video hàng tuần trên kênh.

## Lịch sử
Người sáng tạo của kênh, Dean Stobbart, ban đầu là một giáo viên từ Norton, County Durham, trước đây là một diễn viên lồng tiếng bán thời gian và cũng đã làm một số công việc hoạt hình cho các bài học của mình. Anh nói rằng anh đã nhìn thấy một sự thiếu sót rằng "không ai đã từng thực sự làm phim hoạt hình bóng đá", vì vậy anh đã thực hiện video hoạt hình đầu tiên của mình, một phiên bản hài hước của cầu thủ bóng đá người Uruguay Luis Suárez và huấn luyện viên Arsene Wenger từ một cảnh của phim Sự im lặng của bầy cừu vào tháng 8 năm 2013. Video hiện có 2,7 triệu lượt xem và cùng với một video khác có chủ đề liên quan tới Suárez đã nhận được hơn 18 triệu lượt xem. Kể từ đó, anh đã làm việc với các tổ chức như TalkSport  và Sky Sports về hoạt hình. Các video của anh ấy cũng đã được giới thiệu trên tờ Metro và tờ báo Tây Ban Nha Marca.  Anh ấy nói trong một cuộc phỏng vấn với Tubefilter rằng mục tiêu tiếp theo của anh ấy là có hai triệu người đăng ký (mà anh đã đạt được vào tháng 7 năm 2018). Mặc dù ban đầu Stobbart đã tự tạo các video của mình, nhưng hiện tại anh đã thuê ba họa sĩ hoạt hình Sam Dunscombe, Mike Myler và James Williams. Sam Dunscombe và Dean Stobbart cũng đã được giới thiệu trong một số video khác, nơi họ chơi các trò chơi di động như Online Soccer Manager.
Vào tháng 7 năm 2017, anh đã tạo ra một kênh YouTube mới dựa trên thế giới người nổi tiếng có tên Celebri2oons.